# シドニー・スミス (軍人)
サー・ウィリアム・シドニー・スミス（Sir William Sidney Smith, 1764年6月21日 - 1840年5月26日）は、イギリスの提督、バス勲爵士（KCB）。通常はミドルネームによってサー・シドニー・スミスとして知られる。ナポレオン・ボナパルトをして「わが運命を失わしめた男」と言わせた。

## 初期の経歴
シドニー・スミス（自分自身いつもこう名乗っていた）は、陸海軍の軍人を輩出する家系に生まれ、ピット家ともつながりがあった。近衛大尉ジョン・スミスの次男としてウェストミンスターで生まれたシドニー・スミスは、1772年までトンブリッジ校に通ったあと1777年にイギリス海軍に入隊し、アメリカ独立戦争を戦った。1778年にはアメリカのフリゲート「ローリー」との戦闘を経験した。
1780年1月、サン・ヴィセンテ岬の近くで行われた海戦（サン・ビセンテ岬の月光の海戦）にロドニー艦隊に属して参加したシドニー・スミスは、そこで示した勇敢さのゆえに、9月25日、必須条件である19歳に満たないにもかかわらず、74門3等級戦列艦「アルサイド」の海尉に任命された。
スミスは1781年のチェサピーク湾の海戦（トマス・グレイヴズ提督指揮）と、それに続くセインツの海戦（ジョージ・ロドニー提督指揮）で頭角を現し、その結果として最初の指揮艦であるスループ「フュリー」を与えられた。より大きなフリゲートの艦長にも速やかに昇進したが、1783年のヴェルサイユの講和の後は、半額給の休職とされた。
平和な時期、スミスはフランス旅行を行い、新しいシェルブール軍港の建設を観察するなど、情報収集に関わった。また、やはり仮想敵であったスペインとモロッコにも足を伸ばした。

## スウェーデン海軍での勤務
1790年、彼はロシア帝国と戦争中のスウェーデン海軍に勤務する許可を申請した。スウェーデン国王グスタフ3世は、彼に小さい戦隊の指揮を任せ、また海軍に関する王の主要なアドバイザーに任命した。スミスは自らの戦隊を用いてヴィボルグ湾におけるロシア艦隊の一掃を図った。「スヴェンスクスンドの海戦（Battle of Svensksund）」として知られるこの戦いで、ロシアが64隻の艦艇と1000人以上の兵員を失ったのに対し、スウェーデン側は4隻の艦を失ったものの、人的損害はわずかに留まった。この功績により、スミスは国王によりスウェーデンの勲位（瑞:Svärdsorden（en:Order of the Sword））を授与され、騎士に叙せられた。この称号の使用についてはジョージ3世国王の勅許を得たが、仲間のイギリス士官からは「スウェーデンの騎士」と陰口をたたかれることになった。
スミスのような半給休職の身で、スウェーデン海軍に入隊してロシア艦隊と戦ったイギリス士官は大勢いたが、そのうち6名がこの戦闘で死亡した。この結果、スミスはそのスウェーデン海軍勤務に関して多くのイギリス海軍士官の反感を買うこととなった。

## フランス革命戦争での戦歴
1792年、スミスの弟ジョン・スペンサー・スミスは、イスタンブールのオスマン帝国宮廷に対するイギリス大使館に勤務することになったため、スミスも許可を得てトルコに滞在したが、トルコ滞在中の1793年1月、フランスで革命戦争が勃発した。スミスはイギリス人水夫を雇うと、フランス海軍の地中海側の主たる軍港であるトゥーロンを占拠していたサミュエル・フッド提督のイギリス艦隊に合流した。フッド艦隊はフランス王党派軍の要請で現地に進出していた。
スミスの到着した1793年12月、ナポレオン・ボナパルト砲兵大佐を含む革命軍は軍港に包囲攻撃を仕掛けていた（トゥーロン攻囲戦）。イギリスとその同盟国は効果的な防衛を行う兵力が不足しており、港を放棄せざるを得なくなった。スミスは自ら志願して、港が革命軍に占拠される前にできるだけ多くのフランス艦船と貯蔵物資を焼き払う任務を与えられた。彼の努力にもかかわらず、支援のために送られたスペイン軍の非協力によって、フランス艦船の半分以上は無傷で革命軍に捕獲された。スミスは、それ以前に最も成功した海戦よりも多くのフランス艦を破壊したにもかかわらず、全フランス艦隊の破壊に失敗したとしてネルソンやコリングウッドらから非難された。
ロンドンへの帰還に際してスミスは5等艦「ダイヤモンド」の指揮を任され、1795年にサー・ジョン・ボーレーズ・ウォーレンの指揮する「西部フリゲート戦隊」に加わった。この戦隊は、サー・エドワード・ペリューを含む最も有能で大胆な艦長で構成されていた。スミスはこの形態に適しており、フランス艦隊を偵察するために、ブレスト港にほとんど入るところまで艦を持ち込んだこともあった。
1795年7月に、スミス艦長は「ダイヤモンド」で西部フリゲート艦隊を指揮して、ノルマンディー沖のサン＝マルクーフ島を占領した。彼は島の防備を固め、一時的に海軍部隊で守備するための兵員と武器を、砲艦「バジャー」および「サンドフライ」から捻出した。防備の補強は陸軍工兵隊によって行われ、海兵隊と陸軍砲兵隊の分遣隊が置かれた。島は、沿岸航行を妨害するための拠点であり、またフランス亡命者の通過点でもあるル・アーヴルを封鎖する前進基地として用いられ、ほぼ7年の間、海軍によって保持された。
スミスは専ら沿岸作戦に従事した。そして1796年4月19日、ル・アーヴルでフランスの船を奪い取ろうとしていたときに捕らえられてしまった。スミスは搭載ボートで港に逃れたが、港を去ろうとしたそのときに風が止み、乗った船はフランスに奪還された。このような場合には捕虜交換の対象となるのが習慣だったが、スミスは、トゥーロンでの艦隊焼き打ちの嫌疑によりパリのタンプル塔へ連行された。フランスは、スミスがその時点では半給休職の状態であったため、正規の戦闘員ではないと考え、捕虜としてではなく、海賊として扱われたためである。
スミスを捕虜交換の対象にしようとするいくつかの試みと、フランス王党派とイギリスの諜報員の頻繁な接触にもかかわらず、彼は2年間パリに留め置かれた。フランス当局は何度か彼を放火の容疑で断罪すると脅迫したが、脅しが実行されることはなかった。結局、1798年にスミスは王党派の手助けによって脱走に成功した。王党派は彼をもう一つの刑務所へ移すと偽ってル・アーヴルに運んだ。そこで彼は釣り舟に乗り込み、イギリス海峡をパトロール中のイギリスのフリゲートに救出された。そして1798年5月8日にロンドンに到着した。

## 地中海での活動（1）
ナイルの海戦におけるネルソン圧勝の後、スミスは「ティーグル（Tigre）」（イギリスに捕獲されたフランスの80門戦列艦）の艦長として地中海に派遣された。彼は地中海艦隊司令長官セント・ヴィンセント卿の指揮下に加わるよう命令されたが、彼に与えられたのは純然たる海軍の任務ではなかった。セント・ヴィンセントは、スミスをレバントにおいて必要な軍艦を指揮することのできる代将（コモドー）に任命した。スミスはまた、彼の兄弟がいまや全権公使として赴任しているオスマン帝国のイスタンブールに行く軍事および外交の任務も帯びていた。その任務とは、ナポレオンに対抗するトルコの立場を強化し、エジプトで立ち往生しているフランス軍をトルコが撃破するのを援助するというものだった。この二重の任務は、地中海のセント・ヴィンセント艦隊では彼の上官にあたるネルソンにとって、レバントにおける彼の権威に名目上取って代わるものであったため、その憤慨を招いた。ネルソンの反感は、海軍内部でのスミスの評判に悪影響を与えることとなった。
13,000人の軍隊を率いたナポレオンは、エジプトでオスマン帝国軍を撃破し、オスマン帝国のシリア行政区（それは今日のシリアとレバノンに加え、イスラエルとパレスチナを含む地域である）を地中海の海岸に沿って北に進撃した。彼は民間人に対しても残虐性を発揮しながら（そうしたことは当時の認識では必ずしも非常識なことではなかったが）ガザとヤッファを占領し、捕虜にしたオスマン軍兵士を虐殺した。ナポレオンは彼らを一緒に連れて行くことはできず、かといってエジプトに送り返すこともできなかったからである。そしてナポレオン軍は、ついにアッコに進出した。
スミスは海路アッコに達し、アッコの太守ジャッザール・パシャの防備を援助するとともに古い城壁の補修を行い、さらに彼の艦隊から大砲とそれを操作する水兵と海兵隊員を供給した。彼はまた、自軍の制海権を行使してエジプトから船で送られてくるフランス攻囲軍の大砲を横取りし、さらに海から砲撃を行うことによって、フランス軍がヤッファから海岸沿いの道を利用することを妨害した。
1799年3月遅く、フランス軍の包囲が始まると、スミスは軍艦「ティーグル」と「シーシュース」を構内に錨泊させ、その舷側砲火で防備軍を援助させた。度重なるフランスの攻撃は追い返され、また城壁の下を掘り進む数度の試みも阻止された。5月初め、フランス包囲軍の交代の砲兵部隊が陸路で到着し、突破口が開けられたが、その攻撃は、ロードスからのオスマン増援軍の上陸により再び阻止された。5月9日、激しい砲撃の後にフランスの最後の攻撃が行われたが、これも結局撃退された。ナポレオンは軍をエジプトに撤退させる計画を立て始めた。その直後、ナポレオンは彼の軍をエジプトに放置して、地中海を警戒しているイギリス艦隊の目をかわしてフランスへ帰った。
スミスは残ったフランス軍の降伏と本国送還についてフランス軍のクレベール将軍と交渉し、エル＝アリシュ協定に署名した。しかし、エジプトのフランス軍は本国に帰さずに撃滅すべしというネルソンの意見が力を持ち、セント・ヴィンセントから艦隊司令長官の任を引き継いだキース卿により、その条約は破棄された。
イギリスは、サー・ラルフ・アバークロンビー指揮下の陸軍部隊をアブキール湾に上陸させることを決定した。スミスと「ティーグル」は上陸部隊の訓練と輸送、およびオスマン帝国との連絡任務を担当した。しかしスミスの不人気は、その外交上の信任と東部地中海の戦隊指揮官という海軍での地位の喪失につながった。侵入は成功し、フランス軍を破ったが、アバークロンビーは負傷してまもなく死亡した。フランス軍は結局、スミスが以前締結したエル＝アリシュ協定と同じ条件で本国へ送還された。

## 本国海域での活動
1801年にイギリスに帰ると、スミスはその功績に対して若干の栄誉と1,000ポンドの年金を受けることになった。しかし彼の栄誉は、コペンハーゲンの海戦の勝者として喝采をもって迎えられていたネルソンによって再び影を薄められてしまった。短期間に終わったアミアンの和約の期間、スミスは1802年の総選挙においてケントのロチェスター選挙区から下院議員に選出された。彼に関して、キャロライン・オブ・ブランズウィック（イギリス皇太子の別居中の妻）と関係を持ったという強い疑いがもたれている。しかし、彼女の妊娠については、彼女には同時に何人かの恋人（例えばジョージ・カニングや画家のトマス・ローレンスなど）がいたことが知られており、子供がスミスのものであった可能性は少ない。のちに愛人の噂はキャロラインとの離婚を望むジョージ4世から賄賂を受け取った人物の偽証であり、子供はキャロラインが貧しい母親に代わって養育していた子供であったとされている。
1803年のフランスとの戦いの再開によって、スミスは北海南部のオーステンデとフリシンゲンの間の海岸の沖合で、ナポレオンの侵入軍の脅威に対抗する部隊の一部として任務に就いた。
新しく、また奇抜な戦法に興味を持っていたスミスは、1804年と1805年に、アメリカの発明家ロバート・フルトンと一緒に仕事をした。フルトンは、フランスおよびベルギーの海岸に集まっているフランス侵入艦隊を破壊するための機雷の開発を計画していた。しかし、新兵器をコングリーヴ・ロケットと組み合わせてブローニュを攻撃する試みは、悪天候と、出動したフランス砲艦によって失敗に終わった。この挫折にもかかわらず、カディスのフランス・スペイン連合艦隊に対してロケットと機雷の組み合わせで攻撃を行うという提案が行われたが、連合艦隊は1805年10月にトラファルガーの海戦で壊滅したため、実施されることはなかった。

## 地中海での活動（2）
1805年11月にスミスは少将に昇進し、地中海に派遣されて、ネルソンの死後に司令長官となったコリングウッドの下に配属された。コリングウッドは彼を両シチリア王国のフェルディナンド1世王を援助するために分遣し、ナポリ王となっているナポレオンの兄のジョゼフから首都ナポリを奪還するのを援助することを命じた。
スミスは、カラブリア非正規軍と5,000人のイギリス将兵をナポリの北に進撃させることを計画した。1806年7月4日、彼らはマイダの戦いで、優勢なフランス軍を破った。しかし彼はまたしても上官の怒りを買い、勝利にもかかわらず陸上部隊の指揮官を交替させられてしまった。後任はイギリスの有能な兵士のひとりであるジョン・ムーアだった。ムーアはスミスの計画を放棄し、シチリア島を地中海におけるイギリスの重要な根拠地とする方針に転換した。
スミスは、1807年2月、サー・ジョン・トーマス・ダックワース提督のコンスタンティノープル遠征に同行した。これはフランスが彼らの軍隊を自由にエジプトに送れるようにトルコとの同盟を作ろうとする動きに前もって対処することを目的としていた。スミスの、トルコ海域に関する他に類を見ない経験と、トルコ宮廷についての知識、それにトルコにおける個人的人気にもかかわらず、彼には従属的な役割しか与えられなかった。ダックワースは結局スミスの助言を求めることになったが、その場合でもそれは変わらなかった。ダックワースはスミスにトルコとの交渉を任せたが、フランス大使が後に「フランス風序曲の終わり」と言った、トルコの激しい砲撃を浴びながらダーダネルス海峡を通って後退した。これは敗北に他ならなかったが、攻撃を受けながらの撤退は英雄的な行為としてたたえられた。同年夏、ダックワースとスミスはイングランドに呼び戻された。

## ポルトガルとブラジル
1807年10月、スペインとフランスはポルトガルを分割する条約に署名した。同年11月、スミスは、リスボンへ遠征して、ポルトガルの抵抗を援助するか、それが出来なかった場合にはポルトガル艦隊を破壊してリスボン港を封鎖するという任務を命じられた。スミスは、ポルトガル艦隊が当時はポルトガルの植民地だったブラジルのリオデジャネイロに向けて出航するように手配した。彼は命令に反して、ポルトガルと共同で南アメリカのスペイン植民地を攻撃しようとしていたが、計画がまだ実行される前の1809年、イギリスに呼び戻された。彼はその行動で大衆に非常に人気があり、英雄として扱われていたが、政府は懸念を持ち続けており、公式な栄誉を与えられることはなかった。スミスは1810年7月31日に中将に昇進した（当時のイギリス海軍では、昇進は功績への報奨でなく、年功によって自動的に行われていた）。その年の10月、彼はキャロライン・ランボールドと結婚した。キャロラインは外交官かつ情報エージェントであったサー・ジョージ・ランボールドの未亡人であり、スミスはサー・ジョージとともに働いたことがあった。
ポルトガル王室を護衛して安全にブラジルへ送り届けた功績により、スミスは摂政皇太子ジョアンから、新たに復活した「塔と剣の勲位」（葡:Ordem Militar da Torre e Espada（en:Order of the Tower and Sword））大十字章を授与された。

## 再び地中海へ
1812年7月、スミスは新しい旗艦「トレメンダス」（74門）に座乗して再び地中海に進出し、サー・エドワード・ペリュー中将の次席指揮官に任命された。任務はトゥーロンの封鎖であり、スミスは旗艦をより大きな110門1等艦「ハイバーニア」に移した。フランス艦隊は港から出てイギリスに立ち向かう気配を一向に示さなかったため、封鎖任務は退屈なものであった。1814年初め、連合国はパリに入り、ナポレオンは退位してエルバ島に追放された。ナポレオンの敗北と平和の到来により、スミスはイングランドに戻った。

## 平和とワーテルロー
スミスは奴隷制に反対する行動を起こした。バーバリ海賊は数世紀にわたって、北アフリカの数多くの港を起点に行動していた。彼らは捕らえた水夫を奴隷にしたばかりでなく、イングランドやアイルランドを含むヨーロッパ沿岸を襲って人々を誘拐した。スミスは、奴隷誘拐の実行を終わらせるために、ウィーン会議に出席して資金募集と軍事行動を訴えた。1815年3月、ナポレオンはエルバ島を脱出し、自らに忠実な軍隊を集めつつ、フランス皇帝に復帰するためにパリに進軍した。スミスはイングランドに戻っていたために、6月までにブリュッセルに到着するのがやっとだった。大きな戦いの砲声を聞きつつウェリントン公に会いに行ったスミスは、わずかの差で間に合わなかったことを知った。彼が到着したその日、ワーテルローの戦いは終ったのであった。スミスは、多くの負傷した両軍の兵士を集めて治療させる準備を始めた。それからアラスとアミアンでフランス守備軍の降伏を受け入れ、連合軍が無血でパリに入ることができるようにした。それはフランス国王ルイ18世の首都帰還の安全を確保することに他ならなかった。これらの貢献に他の功績も加えて、スミスはついにイギリスのバス勲爵士（KCB）に叙せられた。彼はもはや単なる「スウェーデンの騎士」ではなくなった。
スミスは外交活動の費用としての莫大な負債を抱えたが、イギリス政府はなかなかそれを補填しようとはしなかった。しかしスミスは相変わらず上流の生活をやめようとせず、また奴隷売買打倒への賛同を募る活動はさらに多くの資金を必要とした。当時イギリスでは、債務者は負債が支払われるまで収監されることがあったので、スミスは家族をフランスへ伴ってパリに住んでいた。やがてようやく政府が彼の借金を弁済し、年金を増やしたので、それなりの生活を送れるようになった。海上勤務に対する度重なる請願にもかかわらず、彼は二度とその命令を受けることはなかった。スミスは脳卒中で1840年5月26日に死亡した。彼の亡骸は妻とともにペール・ラシェーズ墓地に眠っている。

## 注記
1. ↑  西山清「プリンス・リージェントの功罪とキャロライン裁判の顛末(I)」『早稲田大学大学院教育学研究科紀要』第22巻、早稲田大学大学院教育学研究科、2012年3月、125-138頁、CRID 1050001202459787264、hdl:2065/35621、ISSN 1340-2226。
2. ↑  Order of the Tower and Sword